# Juneau, Alaska
Thành phố và quận (borough) Juneau (/ dʒu ː noʊ /) là một thành phố thống nhất nằm bên kênh Gastineau ở Panhandle của tiểu bang Alaska. Nó đã là thủ phủ của Alaska từ năm 1906, khi chính phủ quận Alaska lúc đó đã được chuyển từ Sitka đến đây theo quyết định bởi Quốc hội Hoa Kỳ vào năm 1900. Khu tự quản đã thống nhất vào năm 1970 khi thành phố Juneau sáp nhập với thành phố Douglas và quận Juneau mở rộng xung quanh để hình thành đô thị từ quản hiện nay.
Diện tích của Juneau là lớn hơn từng bang Rhode Island và Delaware và gần như là lớn như là hai bang này cộng lại. Trung tâm thành phố Juneau nép mình tại chân núi Juneau và qua các kênh từ đảo Douglas. Theo cuộc điều tra dân số 2010, thành phố và Borough có dân số 31.275 người.
Juneau được đặt theo tên của nhà thám hiểm vàng Joe Juneau, mặc dù nơi này có thời được gọi là Rockwell và sau đó là Harrisburg (theo tên người đồng thăm dò của Juneau, Richard Harris). Tên Tlingit của thị trấn là Dzántik'i Héeni ("con sông nơi cá bơn tụ tập"), và Vịnh Auke ngay phía bắc Juneau được gọi là Aak'w ("hồ nhỏ") ở Tlingit. Sông Taku, ngay phía nam Juneau, được đặt tên theo gió t'aakh lạnh, thỉnh thoảng thổi từ trên núi xuống.
Juneau được đặt tên sau người tìm kiếm vàng Joe Juneau, mặc dù địa điểm được cho một thời gian được gọi là Rockwell và sau đó Harrisburg. 